# مودو بدجی
مودو لامین بدجی (زاده ۲ ژانویه ۱۹۹۷) یک بازیکن فوتبال اهل گامبیا است. وی تحت قرارداد باشگاه ایتالیایی آتالانتا قرار دارد، اما او ثبت نام نکرده تا برای آنها در فصل ۲۰۱۹–۲۰۲۰ بازی کند.

## حرفهٔ باشگاهی
او در ۲۷ اوت ۲۰۱۷ در بازی مقابل سامبدنتزی اولین بازی سری سی را برای مودنا انجام داد.